# Campeonato Europeu Júnior de Natação de 2004
O Campeonato Europeu Júnior de Natação de 2004 foi a 31ª edição do evento organizado pela Liga Europeia de Natação (LEN). As provas ocorreram entre 14 e 18 de julho de 2004, sendo realizado em Lisboa em Portugal as provas de natação e em Aachen na Alemanha as provas de saltos ornamentais. As provas de natação ocorreram de 15 a 18 de julho e as de saltos ornamentais de 14 a 18 de julho. Teve como destaque a Ucrânia com 12 medalhas de ouro.

## Participantes
- Natação: Feminino de 15 a 16 anos (1989 e 1988) e masculino de 17 a 18 anos (1987 e 1986).
- Saltos Ornamentais: Grupo A é composto por saltadores de 16, 17 e 18 anos (1988, 1987 e 1986), tanto masculino quanto feminino. Grupo B é composto por saltadores de 14 a 15 anos (1990 e 1989), tanto masculino quanto feminino.

## Medalhistas

### Natação
Os resultados foram os seguintes. 
Masculino
| Evento          | Ouro                                                                             | Ouro     | Prata                                                                                | Prata    | Bronze                                                                                   | Bronze   |
| 50 m Livre      | Polónia · Lukasz Gasior                                                          | 22.78    | Itália · Federico Bocchia                                                            | 22.80    | Croácia · Bruno Barbic                                                                   | 22.87    |
| 100 m Livre     | Polónia · Lukasz Gasior                                                          | 50.19    | Rússia · Dmitry Semenov                                                              | 50.69    | Portugal · Tiago Venancio                                                                | 50.70    |
| 200 m Livre     | Alemanha · Paul Biedermann                                                       | 1:48.62  | Rússia · Dmitry Semenov                                                              | 1:50.25  | Polónia · Lukasz Gasior                                                                  | 1:50.30  |
| 400 m Livre     | Alemanha · Paul Biedermann                                                       | 3:51.52  | França · Sébastien Rouault                                                           | 3:52.43  | Reino Unido · Andrew Hunter                                                              | 3:54.44  |
| 1500 m Livre    | Alemanha · Paul Biedermann                                                       | 15:18.94 | França · Sébastien Rouault                                                           | 15:19.56 | Itália · Samuel Pizzetti                                                                 | 15:25.09 |
| 50 m Costas     | Espanha · Aschwin Wildeboer                                                      | 26.32    | Rússia · Pavel Komarov                                                               | 26.53    | Países Baixos · Nick Driebergen                                                          | 26.71    |
| 100 m Costas    | Espanha · Aschwin Wildeboer                                                      | 56.40    | Reino Unido · Scott Houston                                                          | 57.02    | Rússia · Pavel Komarov                                                                   | 57.54    |
| 200 m Costas    | Grécia · Antonios Gkioulmpas                                                     | 2:01.54  | Itália · Mattia Aversa                                                               | 2:02.42  | Rússia · Pavel Komarov                                                                   | 2:03.10  |
| 50 m Peito      | Itália · Fernando Mazzotta                                                       | 28.45    | Países Baixos · Lennart Stekelenburg                                                 | 28.90    | Finlândia · Iisakki Raitilainen                                                          | 28.99    |
| 100 m Peito     | Rússia · Grigori Falko                                                           | 1:02.33  | Hungria · Ákos Molnár                                                                | 1:02.56  | Países Baixos · Lennart Stekelenburg                                                     | 1:03.07  |
| 200 m Peito     | Rússia · Grigori Falko                                                           | 2:13.08  | Hungria · Ákos Molnár                                                                | 2:15.53  | Rússia · Denis Krivasheev                                                                | 2:16.36  |
| 50 m Borboleta  | Alemanha · Benjamin Starke                                                       | 24.42    | Alemanha · Markus von Scheidt                                                        | 24.63    | Grécia · Sotirios Pastras Eslovênia · Luka Vrtovec                                       | 24.78    |
| 100 m Borboleta | Alemanha · Benjamin Starke                                                       | 53.82    | Grécia · Sotirios Pastras                                                            | 54.00    | Alemanha · Toni Embacher                                                                 | 54.84    |
| 200 m Borboleta | Polónia · Maciej Lewandowski                                                     | 1:59.92  | Reino Unido · Matthew Edwards                                                        | 2:00.12  | Alemanha · Benjamin Starke                                                               | 2:00.65  |
| 200 m Medley    | Croácia · Saša Impric                                                            | 2:03.49  | Alemanha · Robert Smith Alemanha · Marc Uppenkamp                                    | 2:04.49  | Nenhum                                                                                   |          |
| 400 m Medley    | Alemanha · Marc Uppenkamp                                                        | 4:26.35  | Rússia · Pavel Stepanov                                                              | 4:27.82  | Áustria · Sebastian Stoss                                                                | 4:27.99  |
| 4x100 m Livre   | Rússia · Andre Grechin · Aleksei Lapin · Dmitry Semenov · Grigory Stepanov       | 3:22.61  | Alemanha · Steffen Deibler · Benjamin Starke · Michael Schubert · Robert Konneker    | 3:22.66  | Itália · Vittorio Dinia · Alessandro Chinellato · Andrea Busato · Federico Bocchia       | 3:23.84  |
| 4x200 m Livre   | Rússia · Aleksandr Rusin · Vitaly Romanovich · Grigory Stepanov · Dmitry Semenov | 7:27.26  | Alemanha · Robert Konneker · Ole Harms · Paul Biedermann · Benjamin Starke           | 7:27.88  | Reino Unido · Dean Milwain · Lewis Owens · Liam Wardley · Andrew Hunter                  | 7:30.82  |
| 4x100 m Medley  | Rússia · Pavel Komarov · Pavel Komarov · Maxim Ganikhin · Dmitry Semenov         | 3:44.14  | Itália · Mirco Di Tora · Fernando Mazzotta · Lorenzo Benatti · Alessandro Chinellato | 3:45.89  | Alemanha · Antonio Cancelliere · Alexander Schendel · Benjamin Starke · Michael Schubert | 3:45.94  |

Feminino
| Evento          | Ouro                                                                                  | Ouro    | Prata                                                                               | Prata   | Bronze                                                                              | Bronze  |
| 50 m Livre      | Itália · Gaia Mancabelli                                                              | 25.84   | Eslováquia · Katarína Milly                                                         | 26.32   | Estónia · Jane Trepp                                                                | 26.49   |
| 100 m Livre     | Eslovênia · Sara Isaković                                                             | 56.57   | Alemanha · Daniela Schreiber                                                        | 56.95   | Roménia · Ionela Cozma                                                              | 57.36   |
| 200 m Livre     | Eslovênia · Sara Isaković                                                             | 1:59.85 | Rússia · Daria Parshina                                                             | 2:01.03 | Hungria · Katinka Hosszú                                                            | 2:02.30 |
| 400 m Livre     | Rússia · Daria Parshina                                                               | 4:10.79 | Espanha · Arantxa Ramos                                                             | 4:11.98 | Rússia · Larisa Ilchenko                                                            | 4:12.12 |
| 800 m Livre     | Reino Unido · Rebecca Adlington                                                       | 8:39.63 | Espanha · Arantxa Ramos                                                             | 8:41.07 | Dinamarca · Lotte Friis                                                             | 8:41.40 |
| 50 m Costas     | Itália · Chiara Pettenò                                                               | 29.78   | Alemanha · Franziska Gahler                                                         | 29.97   | Reino Unido · Holly O'Connor                                                        | 30.12   |
| 100 m Costas    | Reino Unido · Stephanie Proud                                                         | 1:02.82 | Rússia · Maria Nikitina                                                             | 1:03.43 | Alemanha · Franziska Gahler                                                         | 1:03.49 |
| 200 m Costas    | Reino Unido · Stephanie Proud                                                         | 2:11.85 | Grécia · Stella Boumi                                                               | 2:14.82 | Hungria · Evelyn Verrasztó                                                          | 2:14.93 |
| 50 m Peito      | Países Baixos · Moniek Nijhuis                                                        | 32"01   | Itália · Silvia Rossi Rússia · Anna Valkova                                         | 32"81   | Nenhum                                                                              |         |
| 100 m Peito     | Países Baixos · Moniek Nijhuis                                                        | 1:10.48 | Rússia · Natalya Lovtsova                                                           | 1:10.85 | Reino Unido · Rachel Wilson                                                         | 1:10.92 |
| 200 m Peito     | Espanha · Sara Pérez                                                                  | 2:29.71 | Rússia · Natalya Lovtsova                                                           | 2:32.06 | Polónia · Marta Kacprzak                                                            | 2:32.44 |
| 50 m Borboleta  | Áustria · Marilies Demal                                                              | 27.08   | Itália · Gaia Mancabelli                                                            | 27.55   | Eslováquia · Denisa Smolenová                                                       | 27.78   |
| 100 m Borboleta | Ucrânia · Maria Bulakhova                                                             | 59.98   | Itália · Caterina Giacchetti                                                        | 1:00.30 | Suécia · Emilia Nilsson                                                             | 1:01.48 |
| 200 m Borboleta | Itália · Caterina Giacchetti                                                          | 2:09.92 | Rússia · Maria Bulakhova                                                            | 2:10.60 | Alemanha · Antje Mahn                                                               | 2:13.17 |
| 200 m Medley    | Eslovênia · Anja Klinar                                                               | 2:16.10 | Hungria · Zsuzsanna Jakabos                                                         | 2:17.03 | Rússia · Maria Rodygina                                                             | 2:18.10 |
| 400 m Medley    | Hungria · Zsuzsanna Jakabos                                                           | 4:42.01 | Eslovênia · Anja Klinar                                                             | 4:42.02 | Hungria · Katinka Hosszú                                                            | 4:43.62 |
| 4x100 m Livre   | Alemanha · Christina Werner · Michelle Matthes · Marit Burckhardt · Daniela Schreiber | 3:49.19 | Hungria · Friderika Szél · Ágnes Mutina · Katinka Hosszú · Zsuzsanna Jakabos        | 3:49.37 | Rússia · Natalya Lovtsova · Aleksandra Malucheva · Anna Smirnova · Daria Parshina   | 3:50.92 |
| 4x200 m Livre   | Hungria · Ágnes Mutina · Evelyn Verrasztó · Katinka Hosszú · Zsuzsanna Jakabos        | 8:11.86 | Rússia · Elena Simonova · Maria Bulakhova · Larisa Ilchenko · Daria Parshina        | 8:12.06 | Reino Unido · Stephanie Proud · Daniele Berry · Lorna Smith · Lorna Tonks           | 8:15.20 |
| 4x100 m Medley  | Rússia · Maria Nikitina · Natalya Lovtsova · Maria Bulakhova · Daria Parshina         | 4:11.66 | Alemanha · Franziska Gahler · Natalie Kruger · Franziska Hentke · Daniela Schreiber | 4:14.74 | Reino Unido · Stephanie Proud · Lorna Tonks · Stephanie Johnson · Victoria Robinson | 4:14.86 |

### Saltos ornamentais
Os resultados foram os seguintes. 

#### Grupo A
Masculino
| Evento                              | Ouro                                          | Ouro   | Prata                                 | Prata  | Bronze                                       | Bronze |
| Trampolim 1 m individual            | Ucrânia · Illja Kvaša                         | 500.60 | Bielorrússia · Tsimofei Hardzeichyk   | 489.95 | Ucrânia · Oleksij Pryhorov                   | 482.80 |
| Trampolim 3 m individual            | Grécia · Alexandros Manos                     | 593.35 | Rússia · Oleg Aleksandrovič Vikulov   | 572.30 | Itália · Francesco Dell'Uomo                 | 553.90 |
| Trampolim 3 m sincronizado cat A +B | Ucrânia · Oleksij Pryhorov · Yegor Yakovlenko | 310.20 | Rússia · Sergei Anikin · Sergei Nazin | 301.05 | Bielorrússia · Vadzim Kaptur · Nikolai Dyrda | 282.24 |
| Plataforma 10 m individual          | Ucrânia · Konstyantin Milyayev                | 572.50 | Itália · Francesco Dell'Uomo          | 561.70 | Rússia · Anton Melnikov                      | 533.55 |

Feminino
| Evento                              | Ouro                                          | Ouro   | Prata                                    | Prata  | Bronze                                      | Bronze |
| Trampolim 1 m individual            | Ucrânia · Olena Fedorova                      | 412.85 | Alemanha · Caroline Burger               | 382.95 | Ucrânia · Kristina Ishchenko                | 372.25 |
| Trampolim 3 m individual            | Ucrânia · Olena Fedorova                      | 486.70 | Ucrânia · Kristina Ishchenko             | 456.65 | Rússia · Yulia Ionova                       | 453.15 |
| Trampolim 3 m sincronizado cat A +B | Ucrânia · Olena Fedorova · Kristina Ishchenko | 297.78 | Itália · Noemi Batki · Francesca Dallapé | 264.87 | Reino Unido · Hayley Sage · Louise van Hoof | 259.08 |
| Plataforma 10 m individual          | Rússia · Glissa Bondarenko                    | 415.15 | Alemanha · Jeanette Faust                | 393.35 | Itália · Noemi Batki                        | 386.25 |

#### Grupo B
Masculino
| Evento                     | Ouro                        | Ouro   | Prata                 | Prata  | Bronze                         | Bronze |
| Trampolim 1 m individual   | Rússia · Yuri Kunalov       | 398.05 | Rússia · Artem Lvov   | 381.15 | Ucrânia · Dmytro Mezhenskyy    | 349.80 |
| Trampolim 3 m individual   | Ucrânia · Dmytro Mezhenskyy | 400.90 | Rússia · Yuri Kunalov | 383.60 | Rússia · Artem Lvov            | 371.10 |
| Plataforma 10 m individual | Ucrânia · Dmytro Mezhenskyy | 384.10 | Rússia · Yuri Kunalov | 361.70 | Reino Unido · Callum Johnstone | 350.35 |

Feminino
| Evento                     | Ouro                          | Ouro   | Prata                          | Prata  | Bronze                       | Bronze |
| Trampolim 1 m individual   | Ucrânia · Mariya Voloshchenko | 331.50 | Reino Unido · Jodie McGroarty  | 323.70 | Ucrânia · Alevtyna Korolyova | 321.15 |
| Trampolim 3 m individual   | Ucrânia · Mariya Voloshchenko | 374.55 | Ucrânia · Anastasiya Archakova | 359.10 | Itália · Michela Fossati     | 355.40 |
| Plataforma 10 m individual | Ucrânia · Mariya Voloshchenko | 360.25 | Ucrânia · Anastasiya Archakova | 333.00 | Itália · Nicole Catella      | 319.75 |

## Quadro de medalhas
| Ordem | País          | Medalha de ouro | Medalha de prata | Medalha de bronze | Total |
| ----- | ------------- | --------------- | ---------------- | ----------------- | ----- |
| 1     | Ucrânia       | 12              | 3                | 4                 | 19    |
| 2     | Rússia        | 9               | 16               | 9                 | 34    |
| 3     | Alemanha      | 7               | 10               | 5                 | 22    |
| 4     | Itália        | 4               | 8                | 6                 | 18    |
| 5     | Reino Unido   | 3               | 3                | 8                 | 14    |
| 6     | Espanha       | 3               | 2                | 0                 | 5     |
| 7     | Eslovênia     | 3               | 1                | 1                 | 5     |
| 8     | Polónia       | 3               | 0                | 2                 | 5     |
| 9     | Hungria       | 2               | 4                | 3                 | 9     |
| 10    | Grécia        | 2               | 2                | 1                 | 5     |
| 11    | Países Baixos | 2               | 1                | 2                 | 5     |
| 12    | Croácia       | 1               | 0                | 1                 | 2     |
| 12    | Áustria       | 1               | 0                | 1                 | 2     |
| 14    | França        | 0               | 2                | 0                 | 2     |
| 15    | Eslováquia    | 0               | 1                | 1                 | 2     |
| 15    | Bielorrússia  | 0               | 1                | 1                 | 2     |
| 17    | Suécia        | 0               | 0                | 1                 | 1     |
| 17    | Roménia       | 0               | 0                | 1                 | 1     |
| 17    | Estónia       | 0               | 0                | 1                 | 1     |
| 17    | Dinamarca     | 0               | 0                | 1                 | 1     |
| 17    | Portugal      | 0               | 0                | 1                 | 1     |
| 17    | Finlândia     | 0               | 0                | 1                 | 1     |
| Total | Total         | 52              | 54               | 51                | 157   |

Legenda
| Recorde mundial       | Recorde mundial (World record)               |                       | Recorde africano                      | Recorde africano (African) |                                           | Q | Classificado por posição (Qualified) |
| Recorde do campeonato | Recorde do campeonato (Championship record)  | Recorde da América    | Recorde da América (Americas)         | q                          | Classificado por melhor tempo (Qualified) |   |                                      |
| Melhor marca do ano   | Melhor marca do ano (World leading)          | Recorde asiático      | Recorde asiático (Asian)              | DNS                        | Não largou (Did not start)                |   |                                      |
| Recorde nacional      | Recorde nacional (National record)           | Recorde europeu       | Recorde europeu (European)            | DNF                        | Não terminou (Did not finish)             |   |                                      |
| Recorde pessoal       | Recorde pessoal do atleta (Personal best)    | Recorde da Oceania    | Recorde da Oceania (Oceania)          | DSQ / DQ                   | Desclassificado (Disqualified)            |   |                                      |
| Recorde da temporada  | Recorde da temporada do atleta (Season best) | Recorde sul-americano | Recorde sul-americano (South America) | NM                         | Sem marca (No mark)                       |   |                                      |